# 한국철도공사 4400호대 디젤 기관차
4400호대 디젤 기관차(GT18B-M)는 한국철도공사 대한민국 철도청에서 마지막으로 구입한 중형 디젤 전기기관차이다. 기존 중소형 기관차(2000~4300호대)를 대체하기 위해 입환용도로 도입되었으며, 중/단거리 여객이나 화물열차를 견인하기도 한다.

## 특징
- 정방향 운행 시 운전실이 뒤에 위치하고 기관실이 앞에 위치하도록 되어 본선 운행 목적으로 편성할 때는 시야 확보를 위해 기관차를 역방향으로 편성한다.

그래서 실제론 뒷면을 앞면으로 알고 있는 사람도 많다.
- 4401호는 승무가 가능하도록 컬러 CCTV가 설치되었다.
- 4401호~4443호, 4445호~4460호 등 총 59량이 도입되었다.
- 4401호~4406호까지는 교외선 무궁화호 전용으로 사용한다.
- 4459호, 4460호는 백두대간협곡열차 문양으로 도장되어 있다

초기형(4401호~4420호)은/(는) 라이트가 7100~7500호대 디젤기관차처럼 세로로 되어 있고, 중기형과 후기형(4421호~4460호)은/(는) 라이트가 2100호대처럼 가로로 되어 있다. 차적은 60량이지만 4444호는 12시간제 중 오전9시, 오전11시, 오후4시의 영향으로 인해 아예 제작되지 않아 59량이다.

## 현황
2001년부터 2004년까지 총 59량이 도입되어 운행 중이다. 2025년 현재 59량이 운행 중이다.
| 차호   | 시리얼 | 도입 시기   | 운행 중단 시기 | 비고 |
| ------ | ------ | ----------- | -------------- | --- |
| 4401호 |        | 2001년 12월 | 운행 중        | 교외선 무궁화호 운행 전용기로 사용하고있다. 도색 또한 교외선 무궁화호 전용 도색으로 교체되었다.                                                                          |
| 4402호 |        | 2001년 12월 | 운행 중        | 교외선 무궁화호 운행 전용기로 사용돼고있다. 도색 또한 교외선 무궁화호 전용 도색으로 교체되었다.                                                                          |
| 4403호 |        | 2001년 12월 | 운행 중        | 교외선 무궁화호 운행 전용기로 사용돼고있다. 도색 또한 교외선 무궁화호 전용 도색으로 교체되었다.                                                                          |
| 4404호 |        | 2001년 12월 | 운행 중        | 2007년 5월 12일, 영등포역 추돌 사고의 여파로 수리 후 운행 재개되었다. 교외선 무궁화호 운행 전용기로 사용될 예정이다. 도색 또한 교외선 무궁화호 전용 도색으로 교체되었다. |
| 4405호 |        | 2001년 12월 | 운행 중        | 교외선 무궁화호 운행 전용기로 사용될 예정이다. 도색 또한 교외선 무궁화호 전용 도색으로 교체되었다.                                                                       |
| 4406호 |        | 2001년 12월 | 운행 중        | 리모컨으로 무인운전이 가능하게 개조되었다. 교외선 무궁화호 운행 전용기로 사용될 예정이다. 도색 또한 교외선 무궁화호 전용 도색으로 교체되었다.                            |
| 4407호 |        | 2001년 12월 | 운행 중        | |
| 4408호 |        | 2001년 12월 | 운행 중        | |
| 4409호 |        | 2001년 12월 | 운행 중        | |
| 4410호 |        | 2001년 12월 | 운행 중        | |
| 4411호 |        | 2001년 12월 | 운행 중        | |
| 4412호 |        | 2001년 12월 | 운행 중        | |
| 4413호 |        | 2001년 12월 | 운행 중        | |
| 4414호 |        | 2001년 12월 | 운행 중        | |
| 4415호 |        | 2001년 12월 | 운행 중        | |
| 4416호 |        | 2001년 12월 | 운행 중        | |
| 4417호 |        | 2001년 12월 | 운행 중        | |
| 4418호 |        | 2001년 12월 | 운행 중        | |
| 4419호 |        | 2001년 12월 | 운행 중        | |
| 4420호 |        | 2001년 12월 | 운행 중        | 한국철도차량에서 도입된 마지막 4400호대 기관차다. |
| 4421호 |        | 2002년 12월 | 운행 중        | 로템에서 처음으로 도입된 4400호대 기관차다. |
| 4422호 |        | 2002년 12월 | 운행 중        | |
| 4423호 |        | 2002년 12월 | 운행 중        | |
| 4424호 |        | 2002년 12월 | 운행 중        | |
| 4425호 |        | 2002년 12월 | 운행 중        | |
| 4426호 |        | 2002년 12월 | 운행 중        | |
| 4427호 |        | 2002년 12월 | 운행 중        | |
| 4428호 |        | 2002년 12월 | 운행 중        | |
| 4429호 |        | 2002년 12월 | 운행 중        | |
| 4430호 |        | 2002년 12월 | 운행 중        | |
| 4431호 |        | 2003년 12월 | 운행 중        | |
| 4432호 |        | 2003년 12월 | 운행 중        | |
| 4433호 |        | 2003년 12월 | 운행 중        | |
| 4434호 |        | 2003년 12월 | 운행 중        | |
| 4435호 |        | 2003년 12월 | 운행 중        | |
| 4436호 |        | 2003년 12월 | 운행 중        | |
| 4437호 |        | 2003년 12월 | 운행 중        | |
| 4438호 |        | 2003년 12월 | 운행 중        | 차량 외부에 에어컨 실외기가 달려 있다. 군산시 경암동 철길마을에 도입 당시 도색인 철도청 말기 도색으로 칠해진 모형이 전시되어 있다.                                       |
| 4439호 |        | 2003년 12월 | 운행 중        | |
| 4440호 |        | 2003년 12월 | 운행 중        | |
| 4441호 |        | 2003년 12월 | 운행 중        | |
| 4442호 |        | 2003년 12월 | 운행 중        | |
| 4443호 |        | 2003년 12월 | 운행 중        | |
| 4445호 |        | 2003년 12월 | 운행 중        | 44번째 기관차. 이 차량부터는 4444호의 미생산에 의해 기관차 번호와 도입된 번호가 서로 하나씩 차이난다. 리모컨으로 무인운전이 가능하게 개조되었다.                         |
| 4446호 |        | 2003년 12월 | 운행 중        | 45번째 기관차. |
| 4447호 |        | 2003년 12월 | 운행 중        | 46번째 기관차. |
| 4448호 |        | 2003년 12월 | 운행 중        | 47번째 기관차. |
| 4449호 |        | 2003년 12월 | 운행 중        | 48번째 기관차. |
| 4450호 |        | 2003년 12월 | 운행 중        | 49번째 기관차. |
| 4451호 |        | 2004년 12월 | 운행 중        | 50번째 기관차. |
| 4452호 |        | 2004년 12월 | 운행 중        | 51번째 기관차. |
| 4453호 |        | 2004년 12월 | 운행 중        | 52번째 기관차. |
| 4454호 |        | 2004년 12월 | 운행 중        | 53번째 기관차. |
| 4455호 |        | 2004년 12월 | 운행 중        | 54번째 기관차. |
| 4456호 |        | 2004년 12월 | 운행 중        | 55번째 기관차. |
| 4457호 |        | 2004년 12월 | 운행 중        | 56번째 기관차. |
| 4458호 |        | 2004년 12월 | 운행 중        | 57번째 기관차. |
| 4459호 |        | 2004년 12월 | 운행 중        | 백두대간협곡열차 전용 기관차로 운행 중이다. 58번째 기관차. |
| 4460호 |        | 2004년 12월 | 운행 중        | 백두대간협곡열차 전용 기관차로 운행 중이다. 59번째 기관차. |

## 사진

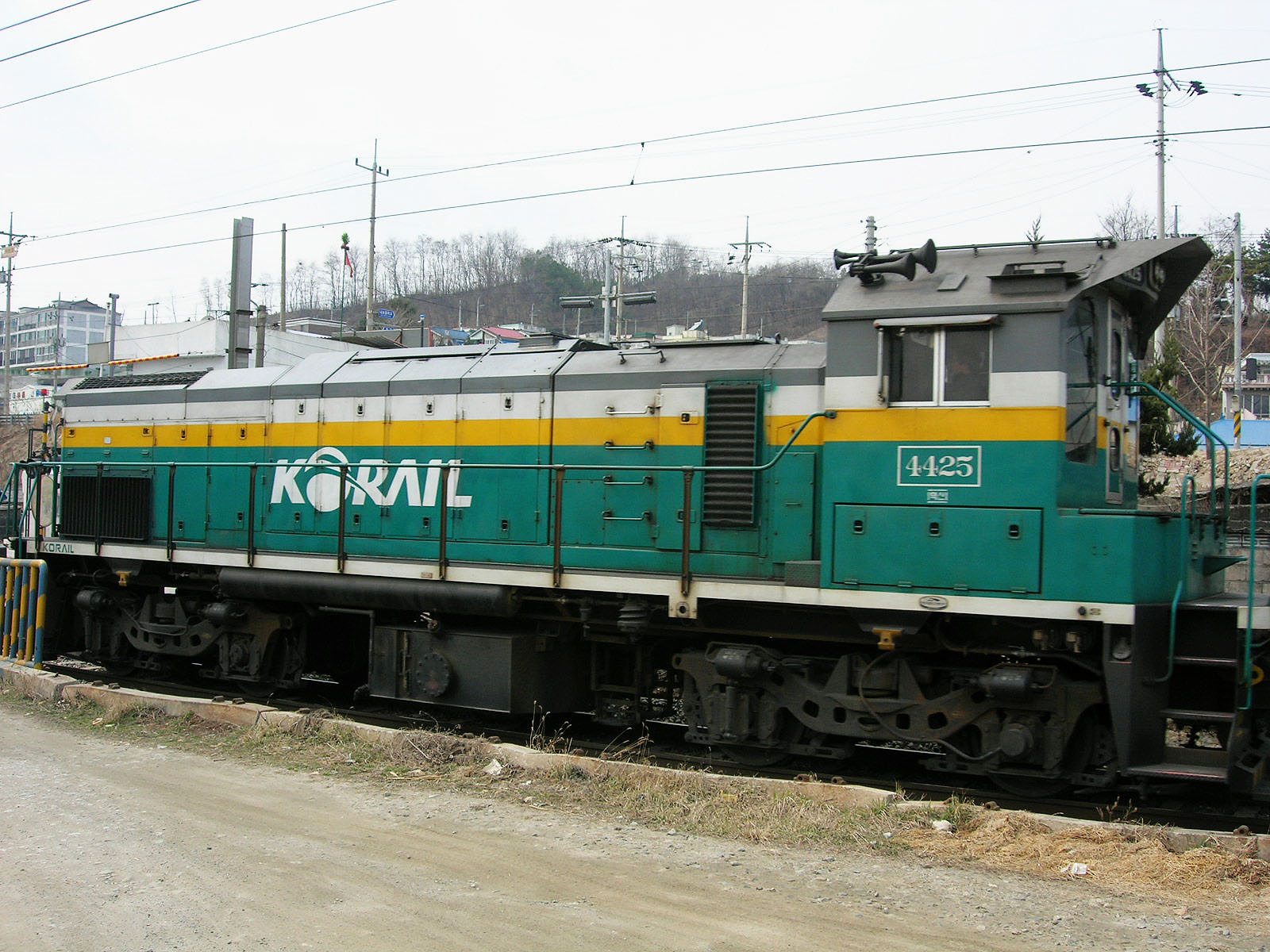
4425호 기관차 (구도색)
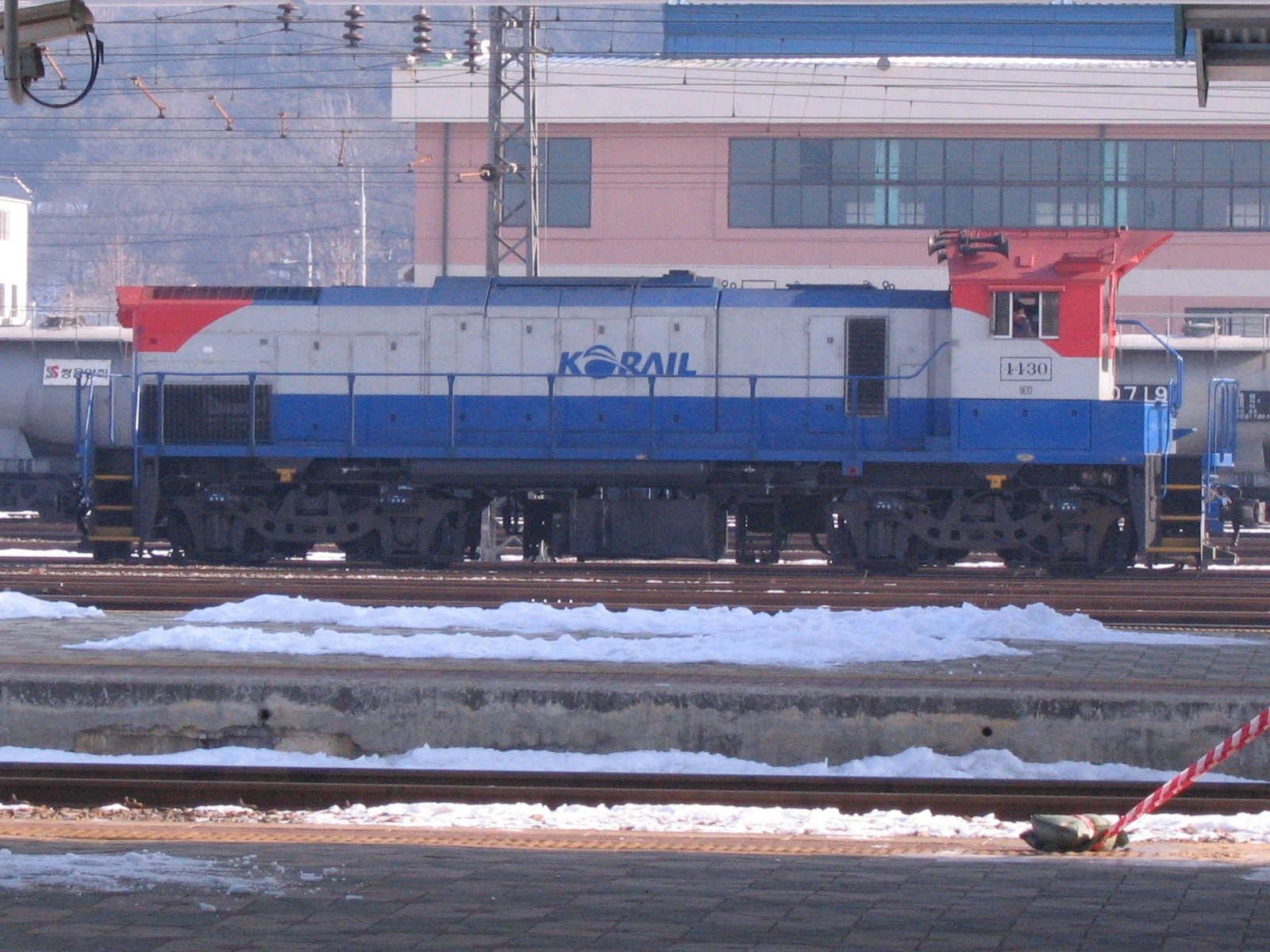
4430호 기관차
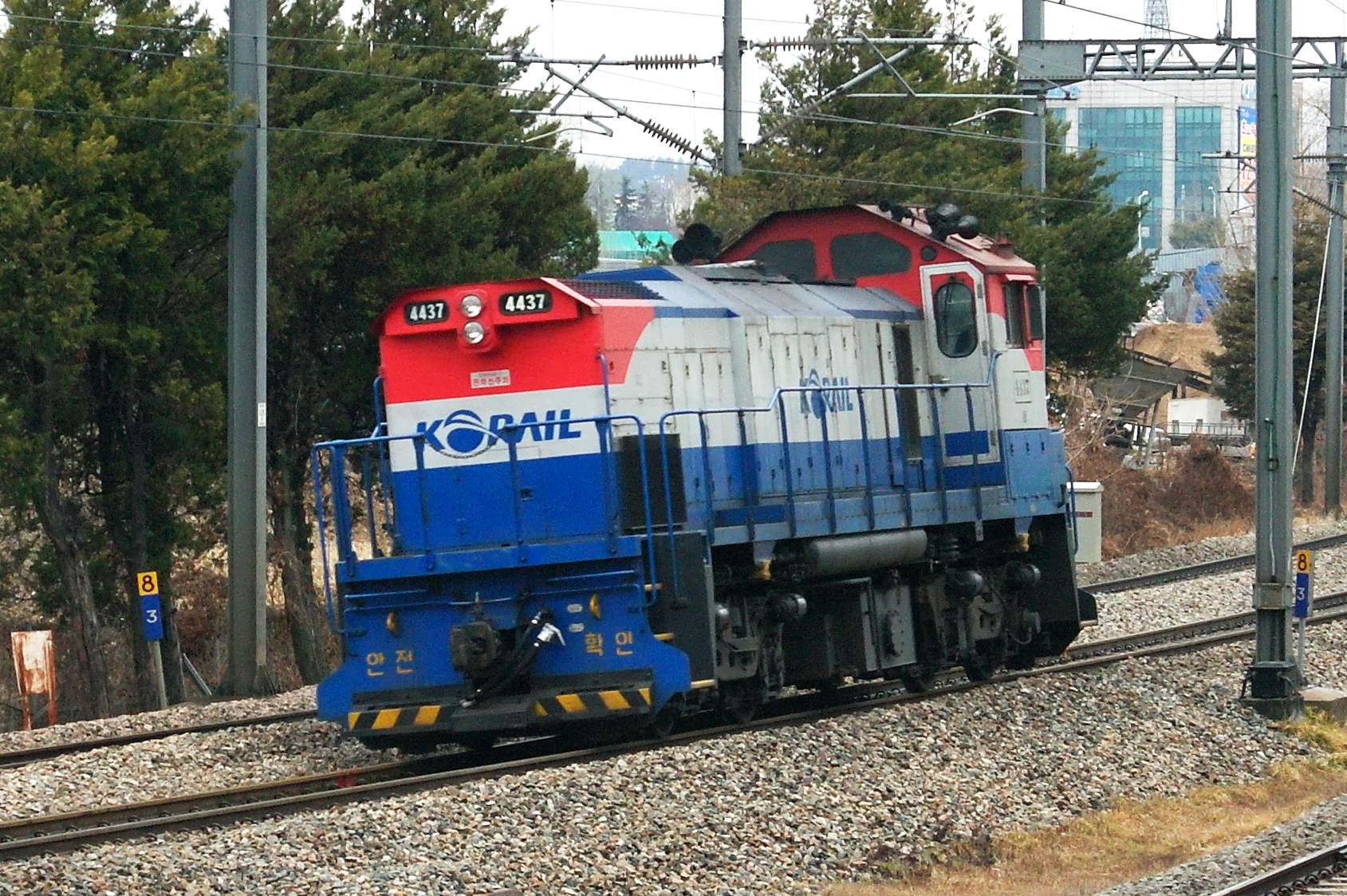
4437호 기관차
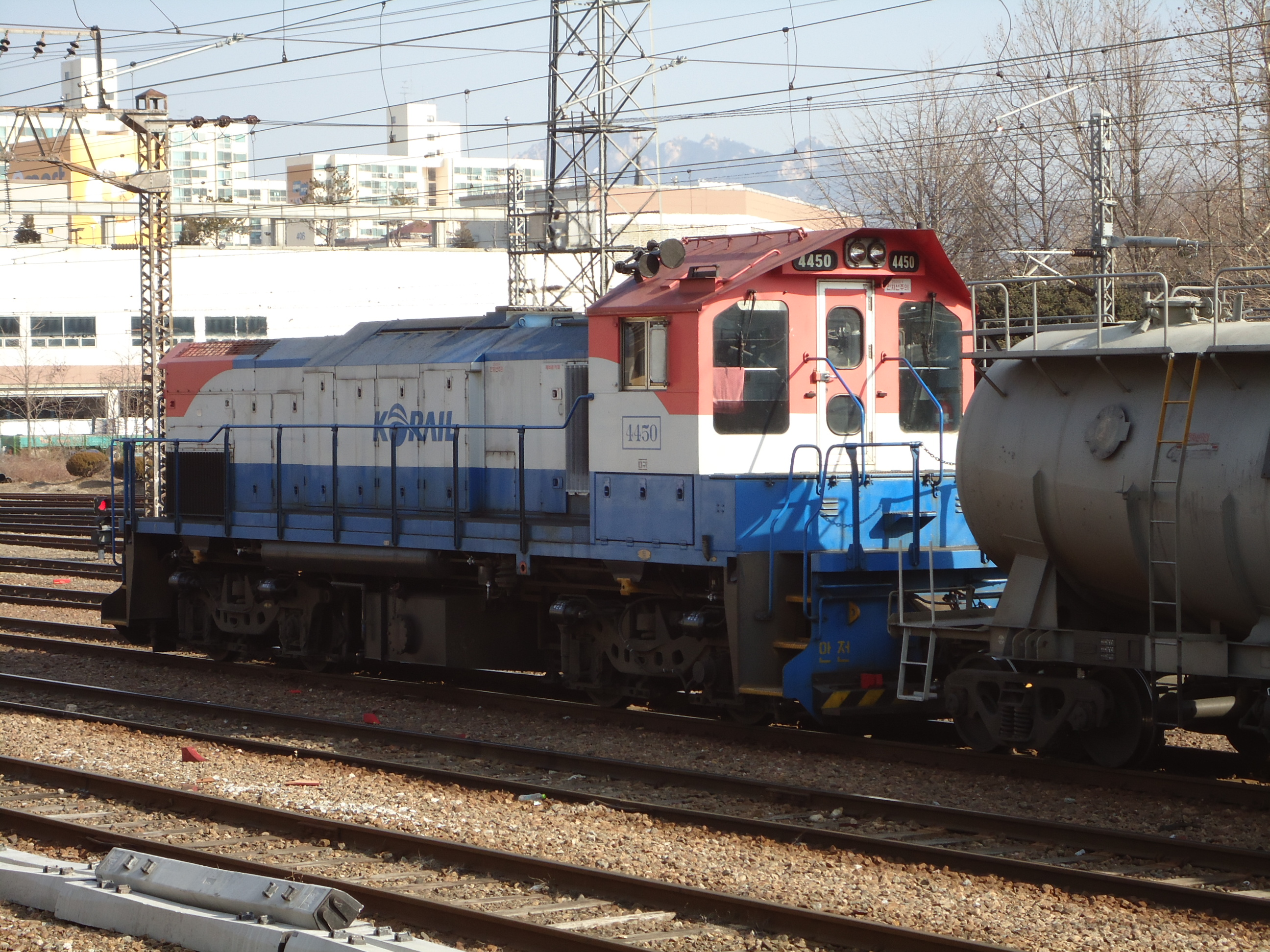
4450호 기관차
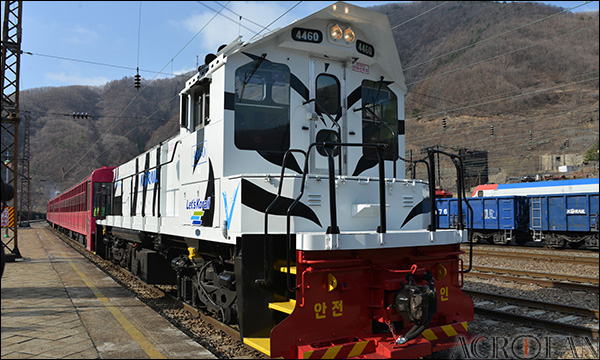
4460호 기관차 (백두대간협곡열차 도색)

## 등장 작품
EBS와 서울특별시가 제작한 애니메이션 '띠띠뽀 띠띠뽀'는 이 차량을 모델로 한 '세터'라는 캐릭터가 등장하고 있다.